# Tony Audenshaw
Antony "Tony" Audenshaw es un actor y cantante inglés, más conocido por interpretar a Bob Hope en la serie Emmerdale Farm.

## Biografía
Antony está casado con la enfermera psiquiátrica Ruth Lee, con quien tiene dos hijos.

## Carrera
En 1989 apareció en la serie Inspector Morse como un jugador de bolos del equipo "Clarets".
El 19 de septiembre de 2000 se unió al elenco principal de la exitosa serie británica Emmerdale Farm, donde interpreta a Robert "Bob" Hope hasta ahora.
Tony es vocalista de una banda llamada "White Van Man", que colaboró con un importante cantante de ópera para lanzar Viva Englandia en apoyo a la campaña para la realización del Mundial en Inglaterra en 2010.

## Maratones y apoyo a beneficencia
A menudo Tony corre disfrazado para apoyar a la caridad "Leukaemia & Lymphoma Research".
En 2007 corrió el maratón de Londres vestido de Elvis; también se ha disfrazado de Tarzan y de Smurf. En 2010 rompió el récord mundial Guinness por el mejor tiempo establecido por un corredor vestido como un bebé, cuando completó el maratón de Londres en 3 horas y 13 minutos. El 12 de septiembre del mismo año, corrió el maratón Robin Hood Marathon en Nottingham en 3 horas, 54 minutos y 29 segundos.
El 17 de abril de 2011 corrió el maratón de Londres en 3 horas y 18 minutos vestido como un hada.
Presenta un programa llamado "Tony's Trials" en el Marathon Talk, en donde narra anécdotas humorísticas de sus semanas de entrenamientos.

## Filmografía
Series de televisión
| Año           | Título                        | Personaje     | Notas                         |
| ------------- | ----------------------------- | ------------- | ----------------------------- |
| 1989          | Inspector Morse               | Jugador       | episodio "Deceived by Flight" |
| 1998          | Heartbeat                     | Ian Lennon    | episodio "Hello, Goodbye"     |
| 1998          | Where the Heart Is            | Oficial Blake | episodio "Family Matters"     |
| 1998          | Hetty Wainthropp Investigates | Ray Lever     | episodio "Pursuit by Proxy"   |
| 2000          | Peak Practice                 | Peter Castle  | episodio "Family Values"      |
| 2000-presente | Emmerdale Farm                | Bob Hope      | 852 episodios                 |

Películas
| Año  | Título                               | Personaje          | Notas                                                                                  |
| ---- | ------------------------------------ | ------------------ | -------------------------------------------------------------------------------------- |
| 1993 | Raining Stones                       | -                  | junto a Bruce Jones, Julie Brown, Gemma Phoenix & Ricky Tomlinson                      |
| 1996 | Hillsborough                         | Elenco Adicional   | junto a Tracey Wilkinson, Mark Womack, Annabelle Apsion & Christopher Eccleston        |
| 1996 | Prime Suspect 5: Errors of Judgement | Detective Growse   | junto a Helen Mirren, David O'Hara, Julia Lane & Steven Mackintosh                     |
| 2000 | Going Off Big Time                   | Oficial de Policía | junto a Neil Fitzmaurice, Dominic Carter, Nicholas Lamont, Vinnie Adams & Bernard Hill |

Apariciones
| Año  | Programa                 | Notas                                                    |
| ---- | ------------------------ | -------------------------------------------------------- |
| 2006 | All Star Family Fortunes | concursante - episodio "Coronation Street vs. Emmerdale" |
| 2009 | Celebrity Mastermind     | concursante                                              |

## Premios y nominaciones
| Año  | Categoría                                                                                           | Premio                    | Serie          | Resultado |
| ---- | --------------------------------------------------------------------------------------------------- | ------------------------- | -------------- | --------- |
| 2001 | Most Popular Newcomer                                                                               | National Television Award | Emmerdale Farm | Nominado  |
| 2006 | Best On-Screen Partnership (junto a Deena Payne)                                                    | British Soap Award        | Emmerdale Farm | Nominados |
| 2007 | Most Popular New Male Talent (junto a Elizabeth Estensen, Nick Miles, Julia Mallam & Duncan Foster) | British Soap Award        | Emmerdale Farm | Ganaron   |